# Chiesa di Sant'Agostino (Altamura)
La chiesa di Sant'Agostino è una chiesa situata ad Altamura, in provincia di Bari. Fu sede dei padri agostiniani dal 1541 e fu consacrata nel 1570. Inizialmente era intitolata a santa Maria del Popolo.
Nel 1808 gli agostiniani furono cacciati per via della legge promulgata da Gioacchino Murat e i locali del convento, nel 1861, divennero sede del mattatoio comunale, oggi trasferito altrove.
La chiesa divenne parrocchia nel 1947 col titolo di Santa Maria della Sanità, la cui immagine si trova nella cappella del Santissimo. Il vescovo Tarcisio Pisani  ha intitolato la parrocchia a sant'Agostino.